# 깡패 수업
"깡패 수업"(영어: Final Blow)은 우노필름에서 제작된, 대한민국의 코미디 액션 영화이다. "돈을 갖고 튀어라"의 후속이며, 일본을 배경한 코믹 액션영화로 활약했다. 후속작은 《깡패 수업 2》이며  신세대 감독의 관점에서 일본 올로케이션 작업을 통해 일본의 사회와 문화와 대한 호기심도 야롯하게 채워주는 한편 한국인과 일본인의 생활상을 재치있게 비교했다는 등의 호평이 있었으나 스토리 패턴이 《게임의 법칙》과 비슷하다는 점이 아쉬웠고  성철과 하나코의 연애가 너무 손발이 오그라드는 데다가 비현실적이라서 평가가 안 좋았다.

## 줄거리
깡패 조직의 중간 보스 성철은 조직 내에서 위계를 무시하고, 자신을 밟고 올라서려는 찬삼을 칼로 난도질한 후 일이 수습될 때까지 일본 야쿠자 조직으로 잠시 피신키로 하고 일본행 비행기로 오른다. 그의 옆자리엔 비전도 없는 웨이터 생활을 청산하고 일본으로 돈을 벌러 떠나는 손해구가 앉게 되는데, 성철을 자신의 지명수배 사실을 알고 있는 해구를 없애버리려 하지만 살기 위해 발버둥치는 그를 그냥 보내준다. 일본에 도착한 해구는 자신을 초창한 브로커에게 사기당하고 돈도 한푼 돌려받지 못한 채 죽도록 얻어터진다. 돈도 없고 아는 사람도 없는 성철을 찾게 되고, 성철은 해구를 동반해 자신의 거처를 돌봐주는 일본 야쿠자 조직을 찾아가는데...

## 등장 인물

### 주인공
- 박중훈 : 황성철 역
- 박상민 : 손해구 역

### 주변 인물
- 조은숙 : 삼순 역
- 강성진 : 겐치 역
- 하쿠류 : 하리모토 역
- 명계남 : 삼순 술집 사장 역
- 이정학 : 찬삼 역

### 그 외 인물
- 태수길
- 이천의
- 이종호
- 강일자
- 주원실
- 박경환
- 양영조
- 김성수
- 방길승
- 최진영
- 김철수
- 신봉환
- 도기석
- 이준원
- 이종상
- 이상국
- 김응수

### 일본 배우
- 아이카와 쇼우
- 오오스기 렌

## 제작진
- 감독 : 김상진
- 조감독 : 장규성, 김동욱, 이상국, 김응수, 이따비사시 타이코, 이찌하라 다이찌
- 스크립터 : 사쿠마 키요코
- 각본 : 박계옥, 김만곤
- 각색 : 김대우
- 촬영부 : 미주구치 노리유키, 이와사키 토모유키, 오현재, 이은숙, 유정윤, 마토바 미츠오
- 촬영 : 하야시 준이치로
- 조명 : 이강산, 토미야마 메이조
- 조명부 : 마쓰오카 야스히로, 키타오카 타카후미, 미야와키 마사키, 히야카와 히데야키, 정영민, 양우상, 김순화, 김인수, 김태희
- 기획 : 지미향
- 라인 PD : 키마다 켄이치
- 프로듀서 : 김선아
- 제작진행 : 이민수
- 제작담당 : 오가와 카츠히로
- 제작부 : 이라키 미사토, 오츠보 토히루, 비바 소노코
- 제작 : 차승재
- 동시녹음 : 김동의, 이영길, 이카 마키오
- 녹음 : 김동의, 진보 코시로
- 음향효과 : 호카리 유카오
- 음악 : 손무현
- 미술 : 오상만, 마루오 토모유키
- 특수효과 : 정도안, 미야타 요시미
- 분장 : 이경자, 사토 다히꼬
- 의상 : 박형준, 코토 히로시, 에바시 아야코
- 편집 : 기쿠지 쥰이치
- 네가편집 : 사뇨 헨슈시츠
- 편집부 : 고바야시 유카코
- 녹음부 : 강봉성
- 무술감독 : 박주일
- 스틸 : 오쿠가와 아키라
- 홍보 : 이현순, 류은주
- 미술팀 : 사토쓰 유키히사, 히야시 지나, 이노우 에스즈
- 코디네이터 : 다카하시 치즈코
- 녹음팀 : 강봉성, 이호원
- 녹음조수 : 구리하라 카츠히로, 이마후쿠 타케시, 아리아 토미요시
- 스테디캠 : 여경보
- 사진 : 손기철
- 운송 : 이종복, 이승일, 고니시 다카히토, 우에노야마 히로시
- 기록 : 임지연
- 회계 : 박수경
- 광고 : 씨네월드
- 자막촬영 : 한국옵티칼
- 보조출연 : I.D, Link, Main
- 타이밍 : 오쿠라 슈치
- 옵티칼 : 가네코 테츄오
- 효과조수 : 오가세 미사히코
- 리-레코딩 : 도시자와 아카리
- 특수기재 : 요코야마 타다시, 우에노야마 히로시
- 현지통역 : 윤승용, 정신영
- 제작협력 : Twins Japan inc, IMAGICA, 니혼코닥, 시네오카메라, 아오이 스튜디오, 테이크 원, 조이아트, K&L, EIKO, 도쿄 이슈, 토요 온크토

## 사운드 트랙
| #            | 제목                          | 가수           | 재생 시간 |
| ------------ | ----------------------------- | -------------- | --------- |
| 1.           | 〈성철 대사〉                 | 손무현         | 0:10      |
| 2.           | 〈Main Theme〉                | 손무현         | 1:43      |
| 3.           | 〈해구 대사〉                 | 손무현         | 0:21      |
| 4.           | 〈길이 아닌 길〉              | 조성민         | 3:54      |
| 5.           | 〈격투〉                      | 손무현         | 1:26      |
| 6.           | 〈성철 Theme〉                | 손무현         | 3:00      |
| 7.           | 〈花子 Jazz Dancing〉         | 손무현         | 0:36      |
| 8.           | 〈花子, 성철 Love 대사〉      | 손무현         | 1:19      |
| 9.           | 〈나는 요...〉                | 장혜진, 박상민 | 4:48      |
| 10.          | 〈Paradise Club〉             | 손무현         | 1:42      |
| 11.          | 〈The Show〉                  | 손무현         | 0:58      |
| 12.          | 〈성철, 花子 Love Theme〉     | 손무현         | 1:10      |
| 13.          | 〈Casino〉                    | 손무현         | 2:05      |
| 14.          | 〈의식〉                      | 손무현         | 1:49      |
| 15.          | 〈최후〉                      | 손무현         | 1:34      |
| 16.          | 〈나는 요... (Instrumental)〉 | 손무현         | 4:48      |
| 총 재생 시간 | 총 재생 시간                  | 총 재생 시간   | 54:10     |